# Australian Greens
Australian Greens, ofta kallat bara The Greens, är ett australiensiskt miljöparti.
Partiet bildades 1992 och är idag en konfederation av åtta partier på delstats- och territorienivå. Det äldsta partiet bland dessa är Tasmanian Greens (tidigare United Tasmania Group), som bildades 1972. The Greens har hittills haft tre federala ledare: Bob Brown (2005-2012), Christine Milne (2012-2015) och Richard Di Natale (2015-). Bland kända partimedlemmar finns filosofen Peter Singer.
Partiet har fyra kärnvärden: ekologisk hållbarhet, social rättvisa, gräsrotsdemokrati samt fred och ickevåld. Konkreta frågor som de verkat för under senare år är t.ex. förbud för cirkusuppvisningar med djur, konstruktion av snabbtåg, avskaffande av WTO, Internationella valutafonden (IMF) och Världsbanken (såvida de inte demokratiseras) samt tillåtande av samkönade äktenskap.
Vid valet till Australiens representanthus och senat i juli 2016 fick partiet 10,23% av rösterna i representanthusvalet, och har nu 1 av de 150 platserna, samt 8,65% av rösterna i senatsvalet, vilket resulterade i 9 av de 76 platserna. (Olikheten i utdelning sammanhänger med att olika valsystem tillämpades för val till Representanthuset och Senaten.)